# ミサ曲 (ストラヴィンスキー)
ミサ曲（英語: Mass）は、イーゴリ・ストラヴィンスキーが合唱と管楽合奏のために作曲したミサ曲である。

## 概要
ストラヴィンスキーはロバート・クラフトに、「私がミサ曲を書いたのは、モーツァルトのミサ曲に苛立ったというのが幾らかある。ロサンゼルスの古本屋であれらを見つけたのは1942年か1943年だった。ロココ・オペラ的な罪の甘さ(sweets-of-sin)を最後まで弾いたとき、自分のミサを、ただし本物(a real one)を書かないといけないと気付いたんだ」と語っている。「グロリア」をストラヴィンスキーは1944年12月20日に完成させ、同時期に「キリエ」を書き上げた。その後ミサ曲の作曲は数年間中断され、その間に3楽章の交響曲やエボニー協奏曲、協奏曲 ニ調、オルフェウスといった作品が書かれた。1947年の秋に作曲を再開し、1948年3月15日に全曲が完成した。
1947年2月26日に、アーヴィング・ファインの指揮で「キリエ」と「グロリア」が2台ピアノの伴奏で演奏されている。全曲の初演は1948年10月27日にミラノにおいて、エルネスト・アンセルメ指揮のスカラ座管弦楽団、合唱団によって行われた。
作品には1923年から1951年までのストラヴィンスキーの音楽を特徴付ける、簡素で新古典的、反ロマン派的な美学が見られる。ナディア・ブーランジェは「この作品は計り知れない重要性を持ち、限りない力を持っています。あなたに伝え切れないほどに私はこの曲を愛しています。美しいものを言い表そうとするのは馬鹿げたことです」とストラヴィンスキーに書き送っている。ストラヴィンスキーの現存する作品では数少ない、委嘱を受けずに自発的に書かれた作品であり、そのためクラフトらはこの作品が作曲された背後にある動機の一つとして、内面的な理由を挙げている。
ストラヴィンスキーは正教徒だったが、この作品ではラテン語によるカトリック教会のミサの文言を用いた。ストラヴィンスキーによるとその理由は、「私はミサ曲が礼拝に使われることを望んだが、ロシア正教会が関わるかぎり明らかに無理だった。正教会の伝統では礼拝に楽器を用いるのを禁止している――無伴奏の合唱では、和声的に最も単純な部類の音楽しか私は耐えられない」。また、「クレド」については「行進しやすいようにマーチを書くのと同じで、クレドで私はテキストの手助けをしようと思った。クレドは一番長い楽章だ。信じることが沢山ある」と述べた。

## 編成
- 混声合唱（四部）、オーボエ2、イングリッシュホルン1、バスーン2、トランペット2、トロンボーン3 （テナー2、バス1）。

ストラヴィンスキーは、異質な響きを持つ管楽合奏が合唱を補足し、「調整する」(tune)と形容している。管楽器のパートは木管楽器、金管楽器5つずつからなるため、ブージー・アンド・ホークス社刊のスコアには「混声合唱と、二つの管楽五重奏(double wind quintet)による」と表記されている。
ソプラノ（"Discanto"）とアルトには「児童合唱を用いるのが望ましい」と特記されているが、詩篇交響曲と同様、実際には女声が歌うことが多い。アンセルメによる初演も成人の混声合唱を用いていたが、ストラヴィンスキーが1960年にグレッグ・スミス・シンガーズを指揮した録音では児童合唱を参加させている。また、「グロリア」と「サンクトゥス」に登場する独唱は通常、合唱団の中で歌われる。

## 構成
演奏時間は17分程度。ミサ通常文に従い、以下の5曲からなる。
1. キリエ
2. グロリア
3. クレド
4. サンクトゥス
5. アニュス・デイ

1955年に書かれた「カンティクム・サクルム」と同様に、このミサ曲は大きな対称構造をとっている。外側に位置する「キリエ」と「アニュス・デイ」はどちらもホモフォニックに進む合唱と器楽によるリトルネロ的な間奏からなり、八音音階、全音階、旋法音階といった調性上の語彙を共通して用いている。対照的に、第2曲と第4曲（「グロリア」と「サンクトゥス」）は、一体となった合唱ではなく独唱の艶やかな線を中心におき、和声は明瞭に、かつ一貫して全音階的である。「グロリア」ではアルトとソプラノの、「サンクトゥス」ではテノールとバスのソリが用いられ、「サンクトゥス」では四声のソリによるフーガも現れる。
中央に位置する「クレド」は最も演奏時間が長い。小規模なミサ曲の伝統に従って冒頭の"Credo in unum deum"をストラヴィンスキーは作曲せず、グレゴリオ聖歌の旋律で先唱されるようになっている。簡潔な付曲のために、和声とリズムの語彙は制限され、静的で音節の明確な、朗読調のテキストの扱いが用いられている。しばしばテキストの長い区域にわたって単一の和声を繰り返し、グレゴリオ聖歌や、ストラヴィンスキーがサンクトペテルブルクでの幼少期に耳にしたであろう正教会の典礼歌における、朗誦（en:reciting tone）の響きを呼び起こす。
また、この作品では、一つの調（旋法）の中で機能の違う和音が同時に現れる多価性（polyvalence (music)）の例が表れている。